# Métrica de Reissner-Nordström
Em física e astronomia, a métrica Reissner-Nordström é uma solução estática das equações de campo de Einstein no espaço vazio, a qual corresponde ao campo gravitacional de uma corpo esfericamente simétrico de massa M, carregado eletricamente e sem rotação. Foi desenvolvida por Gunnar Nordström e Hans Reissner, e presta-se ao tratamento dos corpos massivos chamados de buracos negros de Reissner-Nordström. Tal métrica pode se escrita como
{\displaystyle c^{2}{d\tau }^{2}=\left(1-{\frac {r_{s}}{r}}+{\frac {r_{Q}^{2}}{r^{2}}}\right)c^{2}dt^{2}-{\frac {dr^{2}}{1-{\frac {r_{s}}{r}}+{\frac {r_{Q}^{2}}{r^{2}}}}}-r^{2}d\theta ^{2}-r^{2}\sin ^{2}\theta \,d\varphi ^{2}}
em que
τ é o "tempo próprio" (tempo medido por um relógio movendo-se coma partícula) em segundos,
c é a velocidade da luz em metros por segundo,
t é a coordenada tempo (medida por um relógio estacionário no infinito) em segundo,
r é a coordenada radial (circunferência de um círculo centrado sobre a estrela divida por 2π) em metros,
θ é a colatitude (ângulo referente ao Norte) em radianos,
φ é a longitude em radianos, e
rs é o raio de Schwarzschild (em metros) do corpo massivo, o qual é relacionado a sua mass M por
{\displaystyle r_{s}={\frac {2GM}{c^{2}}}}
onde G é a contante gravitacional, e
rQ é uma escala de comprimento correspondente à carga elétrica Q da massa
{\displaystyle r_{Q}^{2}={\frac {Q^{2}G}{4\pi \epsilon _{0}c^{4}}}}
onde 1/4πε0 é a constante de força de Coulomb.
No limite que a carga Q (ou equivalentemente, a escala de comprimento rQ) tenderá a zero, esta tende a métrica de Schwarzschild. A teoria clássica newtoniana da gravidade deve então ser tomada no limite com o raio rs/r tendendo a zero. No limite, a métrica volta à métrica de Minkowski para a relatividade especial
{\displaystyle c^{2}d\tau ^{2}=c^{2}dt^{2}-dr^{2}-r^{2}d\theta ^{2}-r^{2}\sin ^{2}\theta d\phi ^{2}\,}
Na prática, o raio rs é quase sempre extremamente pequeno. Por exemplo, o raio de Schwarzschild rs da Terra é aproximadamente 9 mm (3⁄8  de polegada), onde um satélite em uma órbita geossíncrona tem um raio r que é aproximadamente quatro bilhões de vezes maior, em 42 164 km (26 200 milhas). Quando na superfície da Terra, as correções para a gravitação newtoniana são somente uma parte em um bilhão. O raio somente torna-se grande próximo a buracos negros e outros objetos ultradensos tais como estrelas de nêutrons.

## Buracos negros carregados
Embora buracos negros com {\displaystyle r_{Q}\ll r_{s}} sejam similares a buracos negros de Schwarzschild, eles têm dois horizontes: o horizonte de eventos e um horizonte de Cauchy interno. Como usual, o horizonte de eventos para o espaço-tempo pode ser confiavelmente encontrado pela análise da equação
{\displaystyle g^{00}=1-{\frac {r_{s}}{r}}+{\frac {r_{Q}^{2}}{r^{2}}}=0}
Esta equação quadrática para r tem as soluções
{\displaystyle r_{\pm }={\frac {r_{s}\pm {\sqrt {r_{s}^{2}-4r_{Q}^{2}}}}{2}}.}
Estes horizontes concêntricos tornam-se degenerados para {\displaystyle 2r_{Q}=r_{s}} a qual corresponde a um buraco negro extremo. Buracos negros com {\displaystyle 2r_{Q}>r_{s}} acreditam-se não existir na natureza porque eles conteriam uma "singularidade nua"; sua aparência iria contradizer a hipótese da censura cósmica de Roger Penrose a qual geralmente acredita-se ser verdadeira. Teorias com supersimetria usualmente garantem que tais buracos negros "superextremos" não podem existir.
O potencial eletromagnético é
{\displaystyle A_{\alpha }=\left({\frac {Q}{r}},0,0,0\right)}.
Se monopolos magnéticos são incluídos na teoria, então uma generalização para incluir carga magnética {\displaystyle P} é obtida por substituir {\displaystyle Q^{2}} por {\displaystyle Q^{2}+P^{2}} na métrica e incluir o termo {\displaystyle P\cos \theta d\phi } no potencial eletromagnético.